# Mühlau (Alemanha)
Mühlau é um município da Alemanha, situado no distrito de  Mittelsachsen, no estado da Saxônia. Tem 8,09 km² de área, e sua população em 2019 foi estimada em 2.117 habitantes.